# Hallel (festival musical)
Hallel é um festival de música católica que acontece todos os anos na cidade de Franca desde 1988. A criação do evento aconteceu por iniciativa da missionária Maria Theodora Lemos Silveira, chamada também de Tia Lolita. É considerado o maior festival de música católica da América Latina, reunindo mais de milhares de participantes em cada evento.
Hallel é uma palavra de origem hebraica que significa "Cantícos de louvor a Deus".
O evento consiste principalmente em shows de bandas católicas brasileiras e estrangeiras, pregações e missas. Também é possível encontrar diversos espaços destinados a venda de produtos produzidos por grupos de oração e comunidades.  
Além de Franca, o Hallel também ocorre em várias cidades do país, como Brasília, Maringá, Londrina, São Carlos e também em países como a Colômbia, Chile e Paraguai. O evento conta com um palco central, onde acontecem os shows, e espaços para formações (módulos).